# Ailuropodini
  
Ailuropodini – plemię ssaków drapieżnych z podrodziny z Ailuropodinae w obrębie rodziny niedźwiedziowatych (Ursidae).  

## Rozmieszczenie geograficzne
Plemię obejmuje jeden żyjący współcześnie gatunek występujący w Chińskiej Republice Ludowej.  

## Podział systematyczny
Do plemienia należy jeden występujący współcześnie rodzaj:  
- Ailuropoda A. Milne-Edwards, 1870 – panda – jedynym występującym współcześnie przedstawicielem jest Ailuropoda melanoleuca (A. David, 1869) – panda wielka

Opisano również rodzaje wymarłe:
- Agriarctos M. Kretzoi, 1942[7]
- Ailurarctos Qiu Zhanxiang & Qi Guoqin, 1989[8]
- Kretzoiarctos Abella, Alba, Robles, Valenciano, Rotgers, Carmona, Montoya & Morales, 2012[9] – jedynym przedstawicielem był Kretzoiarctos beatrix (Abella, Montoya & Morales, 2011)